# Divisiones Regionales
Divisiones Regionales je označení pro 6. až 10. ligovou úroveň ve Španělsku. Každá z lig se hrají v rámci společenství.
| Společenství                    |                                                                    | 6. liga                                                                                            | 7. liga | 8. liga                                                               | 9. liga                                                  | 10. liga                     |
| ------------------------------- | ------------------------------------------------------------------ | -------------------------------------------------------------------------------------------------- | --- | --------------------------------------------------------------------- | -------------------------------------------------------- | ---------------------------- |
| Galicie (FGF)                   | Galicie (FGF)                                                      | Preferente Galicia (2 skupiny)                                                                     | Primeira Autonómica (5 skupin) | Segunda Autonómica (13 skupin)                                        | Terceira Autonómica (19 skupin)                          | —                            |
| Asturie (RFFPA)                 | Asturie (RFFPA)                                                    | Primera RFFPA                                                                                      | Segunda RFFPA (2 skupiny) | Tercera RFFPA (3 skupiny)                                             | —                                                        | —                            |
| Kantábrie (FCF)                 | Kantábrie (FCF)                                                    | Regional Preferente                                                                                | Primera Regional | Segunda Regional (2 skupiny)                                          | —                                                        | —                            |
| Baskicko (FVF - EFF)            |                                                                    | | |                                                                       |                                                          |                              |
| Biskajsko                       | División de Honor                                                  | Territorial Preferente                                                                             | Territorial Primera (2 skupiny) | Territorial Segunda (2 skupiny)                                       | Territorial Tercera (3 skupiny)                          |                              |
| Álava                           | División de Honor                                                  | Primera Regional                                                                                   | — | —                                                                     | —                                                        |                              |
| Guipúzcoa                       | División de Honor                                                  | Primera Regional (2 skupiny)                                                                       | Segunda Regional (4 skupiny) | —                                                                     | —                                                        |                              |
| Katalánsko (FCF)                | Katalánsko (FCF)                                                   | Lliga Elit                                                                                         | Primera Catalana (3 skupiny) | Segona Catalana (6 skupiny)                                           | Tercera Catalana (17 skupin)                             | Quarta Catalana (30 skupin)  |
| Valencijské společenství (FFCV) | Valencijské společenství (FFCV)                                    | Lliga Comunitat (2 skupiny)                                                                        | Primera FFCV (4 skupiny) | Segunda FFCV (8 skupin)                                               | Tercera FFCV (16 skupin)                                 | —                            |
| Madridské společenství (FFM)    | Madridské společenství (FFM)                                       | Preferente (2 skupiny)                                                                             | Primera Aficionados (4 skupiny) | Segunda Aficionados (8 skupin)                                        | Tercera Aficionados (16 skupin)                          | —                            |
| Kastilie a León (FCyLF)         | Kastilie a León (FCyLF)                                            | Primera División Regional (2 skupiny)                                                              | Primera División Provincial (12 skupin) - Ávila (2) - Burgos - León - Palencia (2) - Salamanca - Segovia - Soria - Valladolid (2) - Zamora | Segunda División Provincial (3 skupiny) - León - Segovia - Valladolid | Tercera División Provincial (2 skupiny) - Valladolid (2) | —                            |
| Andalusie (FAF)                 | Andalusie (FAF)                                                    | División de Honor (2 groups)                                                                       | Primera Andaluza (8 groups) - Almería - Cádiz - Córdoba - Granada - Huelva - Jaén - Málaga - Sevilla                                       | Segunda Andaluza (8 skupin)                                           | Tercera Andaluza (13 skupin)                             | —                            |
| Baleáry (FFIB)                  |                                                                    | | |                                                                       |                                                          |                              |
| Ibiza a Formentera              | Regional Preferente de Ibiza-Formentera                            | —                                                                                                  | — | —                                                                     | —                                                        |                              |
| Mallorca                        | Primera Regional Preferente de Mallorca                            | Primera Regional                                                                                   | Segunda Regional | Tercera Regional (2 skupiny)                                          | —                                                        |                              |
| Menorca                         | Regional Preferente de Menorca                                     | —                                                                                                  | — | —                                                                     | —                                                        |                              |
| Kanárské ostrovy                |                                                                    | | |                                                                       |                                                          |                              |
| Las Palmas                      | Interinsular Preferente de Las Palmas (1 skupina)                  | Primera Regional - 2 skupiny na Gran Canaria - 1 skupina na Fuerteventuře - 1 skupina na Lanzarote | Segunda Regional Aficionado-Gran Canaria - 1 skupina na Gran Canaria                                                                       | —                                                                     | —                                                        |                              |
| Santa Cruz de Tenerife          | Interinsular Preferente de Santa Cruz de Tenerife (Tenerife) (FTF) | Primera Interinsular (2 skupiny) - Primera Insular La Palma                                        | Segunda Interinsular (2 skupiny) - Segunda Insular-El Hierro - Segunda Insular-La Gomera                                                   | —                                                                     | —                                                        |                              |
| Murcia (FFRM)                   | Murcia (FFRM)                                                      | Territorial Preferente                                                                             | Liga Autonómica | Primera Territorial                                                   | —                                                        | —                            |
| Extremadura (FEF)               | Extremadura (FEF)                                                  | Primera Regional (4 skupiny)                                                                       | Segunda Regional (5 skupin) | —                                                                     | —                                                        | —                            |
| Navarro (FNF)                   | Navarro (FNF)                                                      | Primera Autonómica                                                                                 | Preferente (2 skupiny) | Primera Regional (3 skupiny)                                          | —                                                        | —                            |
| La Rioja (FRF)                  | La Rioja (FRF)                                                     | Regional Preferente de La Rioja                                                                    | — | —                                                                     | —                                                        | —                            |
| Aragon (FAF)                    | Aragon (FAF)                                                       | Regional Preferente (2 skupiny)                                                                    | Primera Regional (4 skupiny) | Segunda Regional (5 skupin)                                           | Segunda Regional B                                       | Tercera Regional (3 skupiny) |
| Castilla-La Mancha (FFCM)       | Castilla-La Mancha (FFCM)                                          | Primera División Preferente (2 skupiny)                                                            | Primera División Autonómica (4 skupiny) | Segunda División Autonómica (6 skupin)                                | —                                                        | —                            |
| Ceuta (FFC)                     | Ceuta (FFC)                                                        | Regional Preferente de Ceuta                                                                       | — | —                                                                     | —                                                        | —                            |
| Melilla (FMF)                   | Melilla (FMF)                                                      | Primera Autonómica de Melilla                                                                      | — | —                                                                     | —                                                        | —                            |